# Hôtel de Villeroy
El hôtel de Villeroy es un edificio del siglo XVIII construido por iniciativa de Antoine Hogguer de Saint-Gall, barón de Presles para su amante, el miembro Charlotte Desmares.
Se encuentra en el n. 78 de la rue de Varenne en el 7 distrito de París, no lejos del Hôtel de Matignon, ubicado en la misma calle. Desde 1881, alberga el Ministerio francés de Agricultura y Alimentación.

## Histórico

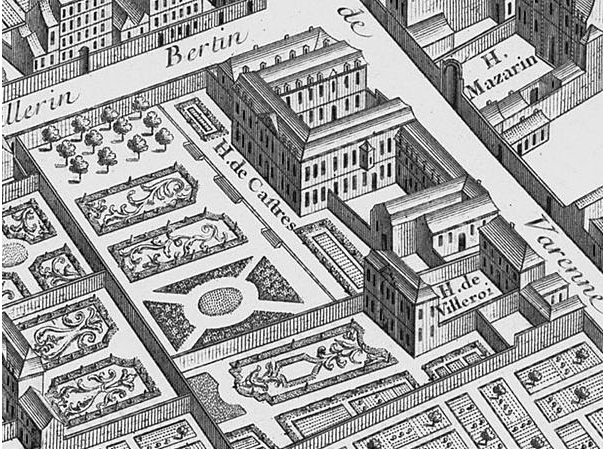
El Hôtel de Villeroy en 1737 sobre un plano elaborado por Turgot.

Fue construido entre 1713 y 1724 por el arquitecto francés François Debias-Aubry para el banquero suizo Antoine Hogguer de Saint-Gall, barón de Presles. Inmediatamente se lo ofreció a su amante, la actriz y miembro de la Comédie-Française, Charlotte Desmares . Este dúo también hizo construir la locura de Desmares por el mismo arquitecto, en el municipio de Châtillon.
En 1726, el barón, en quiebra, abandonó París con la actriz y se instaló en Saint-Germain-en-Laye, y lo alquiló a los gobiernos de Holanda y luego de Inglaterra, que lo convirtieron en sus respectivas embajadas.
En 1735, fue vendido a François-Louis de Neufville de Villeroy que en 1746, llevó a cabo una vasta campaña de obras destinadas a ampliarlo, con una sala de estar circular al oeste, diseñada por el arquitecto francés Jean-Baptiste Leroux entre otras adiciones
En 1766, el marqués falleció y su sobrino Gabriel Louis lo heredó, dedicando su tiempo a organizar numerosas fiestas allí. Allí acogió al rey de Dinamarca Christian VII e incluso hizo construir allí un pequeño teatro, que desapareció.
En 1768 lo vendió a René Mans de Froulay, conde de Tessé, primer escudero de la reina María Leszczyńska. Éste deseo integrar allí las caballerizas de la reina, pero al no ser posible, fue brevemente la fábrica de pianos Érard en 1780.
En 1790, el conde fue obligado a exiliarse, confiscado como propiedad nacional en 1794, siendo vendido y luego comprado por el Estado bajo el Directorio, que instaló allí la inspección militar de salud. En 1800, el conde volvió aquí y residió allí hasta 1805, cuando el ejército volvió a ocuparlo.
Entre 1823 y 1827, albergó la Escuela de Aplicación del Real Cuerpo de Estado Mayor y luego la Dirección General de Puentes y Caminos. En 1831 fue la residencia oficial de los Ministros de Comercio, Obras Públicas y Agricultura y desde 1851 la del Ministro de la Policía General, luego la Presidencia del Consejo de Estado y luego volvió a ser la sede del Ministerio de Comercio e Industria.
Se convirtió oficialmente en el Ministerio de Agricultura en 1881, bajo la presidencia de Jules Grévy .

## Descripción

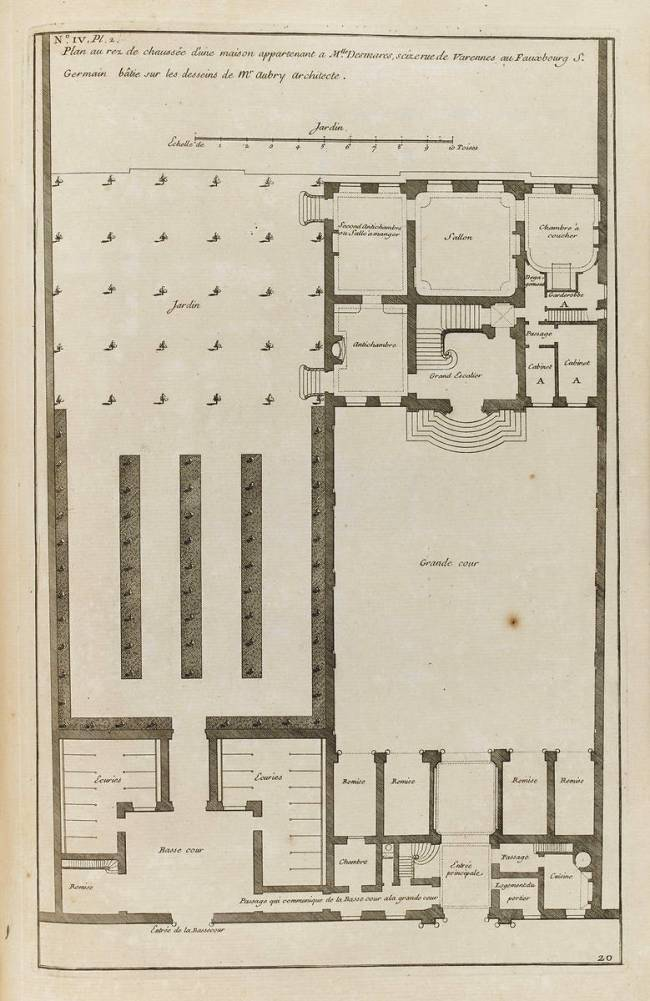
Hôtel de Villeroy - Estado original.

Inicialmente, diseñado por François Debias-Aubry, consta de un primer edificio a lo largo de la rue de Varenne, que luego alberga las dependencias, los establos y numerosos cobertizos y una casa principal separada por un patio de honor. Esta casa, mucho más pequeña que la actual, se compone de solo cinco tramos de ventanas. Los jardines, separados del patio por un muro pantalla, son entonces accesibles a través de la fachada este.
En 1746 se amplió con un vano de ventanas hacia el este, y también se construyó una semirrotonda que albergaba un salón ovalado, dando un acceso más majestuoso a los jardines. El mismo año, se compró un terreno vecino, con el objetivo de ampliar las dependencias del hotel con vistas a la rue de Varenne. Los muros se demolieron parcialmente y se reemplazaron por un ala que conectara el hotel con sus dependencias.

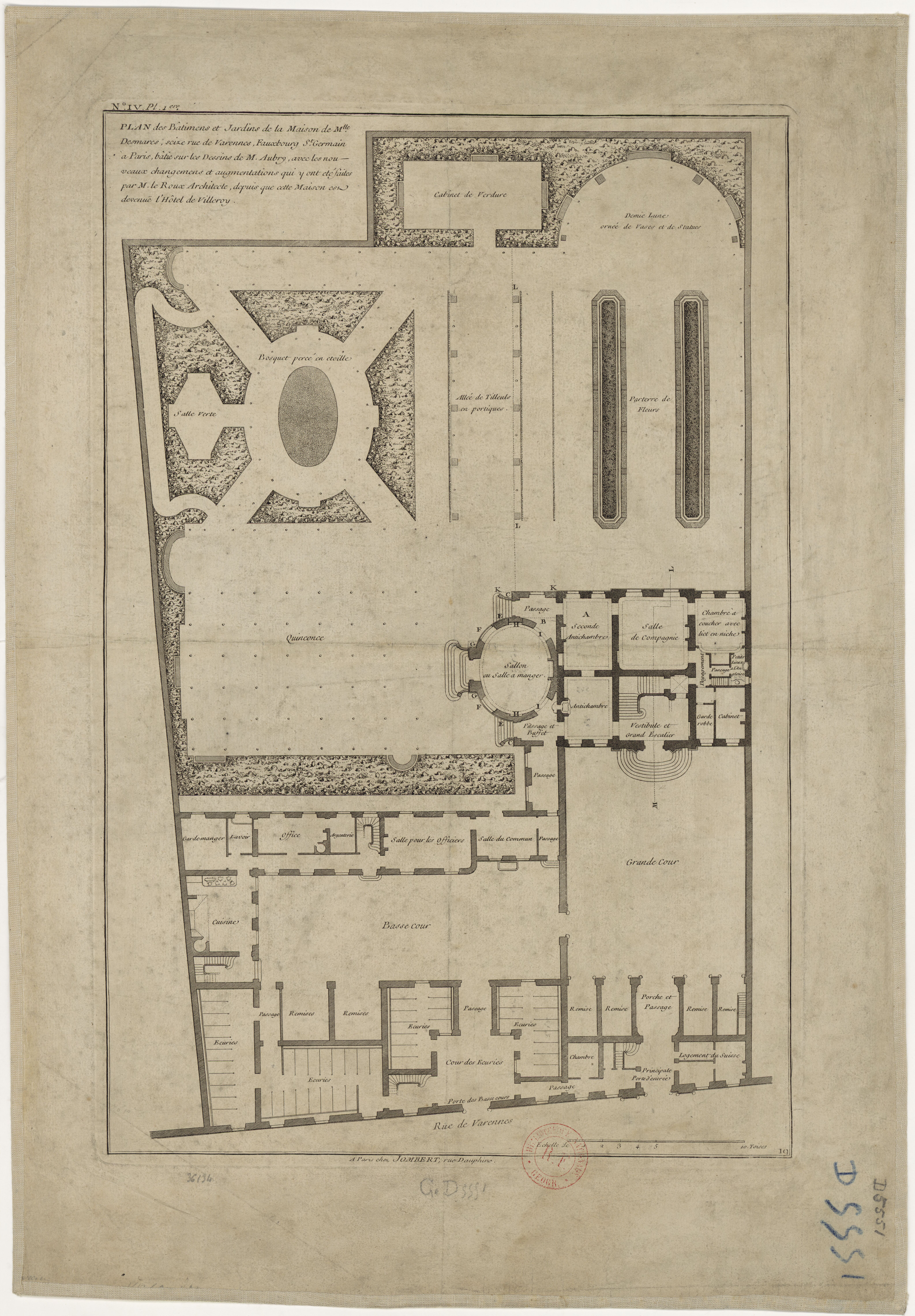
Hôtel de Villeroy - Estado 1746 (después del trabajo).

Bajo el Segundo Imperio, el arquitecto Emmanuel Brune se encargó de renovar y ampliar las antiguas dependencias, que finalmente fueron demolidas y luego reemplazadas por los edificios actuales en 1881, todavía bajo la dirección del mismo arquitecto. En 1930, se inició una nueva y última gran campaña de obras, además de la renovación general de los edificios, se destruyó el pequeño hotel vecino de Castries, luego, en aras de la simetría, se engalanó el hotel, hacia el oeste., de la misma fachada que al Este.

### Planta baja
Se encuentra la oficina del director del gabinete del ministro, decorada con dos tapices de la manufactura Gobelins, obras de Zao Wou Ki y André Beaudin ( Soleil ) y tres sillones de Richard Peduzzi . El despacho del jefe de gabinete está compuesto por sillas y sillones de estilo Imperio, una mesa de acero y cristal de Dino Gavina y sillas de metal lacado y cuero del diseñador Paolo Piva y un tapiz de Gobelinos XVIIsiglo XVII . ( Tierra, de la serie "Elementos", según Charles Le Brun ). La oficina del ministro tiene un candelabro de estilo Imperio, un tapiz de Gobelinos XVIIsiglo XVII . siglo ( La derrota del conde de Marsin después de Charles Le Brun ) y muebles firmados por Andrée Putman.

#### Escalera de honor
La barandilla de hierro forjado de la escalera principal está adornada con “L” entrelazadas (en referencia al rey). Allí tiene lugar un tapiz, Night (después de Bram Van Welde).

### Primer piso
En el primer piso se encuentra el gran comedor, donde se ubica una araña estilo Napoleón III de 54 luces y cuatro apliques estilo Luis XVI (ambos elementos son de bronce dorado) ; la habitación fue completamente restaurada entre 2001 y 2002. Un candelabro de estilo Louis-Philippe, restaurado en 2012, se encuentra en el salón de los concejales y un candelabro de estilo Imperio de 36 luces en la secretaría de los concejales (cabe señalar que la oficina del ministro estuvo ubicada allí hasta 1998). En las oficinas de los otros concejales, hay varias obras de arte como un reloj, L'Astronomie, realizado por "Lépine, relojero de la emperatriz", consolas de madera de cerezo de Richard Peduzzi o incluso sillones y un escritorio de estilo Imperio. En una antecámara hay dos tapices de gobelinos XVIIsiglo XVII . siglo : La rendición de Marsal y La huida del burro, además de una araña de estilo Imperio y un tonel de Morat (llamado así por un roble de Allier nacido hacia 1660 y talado en 2004 a causa de una enfermedad).

### Jardín
El jardín consta de un gran césped. En su centro se encuentra una copia de una escultura realizada por Auguste Suchelet, el Rapto de Proserpina por Plutón (el original, realizado por François Girardon, tiene lugar en la Arboleda de la Columnata dentro del recinto del Palacio de Versalles ). En 2013 se creó un huerto.

### Habitación Sully
Está en el edificio que da a la calle. Se compone de un artesonado decorado con alegorías entre 1885 y 1887, frescos de Jean-Paul Sinibaldi ( Celebración del comercio y la industria en 1898 y Celebración de la agricultura en 1901) y una chimenea monumental coronada por dos esculturas alegóricas en honor del comercio y agricultura. En la galería hay una estatua de yeso de Parmentier realizada en 1887 por Adrien Étienne Gaudez y retratos de Ministros y Secretarios de Estado de Agricultura. En la sala Pisani estuvo hasta 2014 el despacho del Ministro Delegado de Agroalimentación ; está decorado con un tapiz de gobelinos realizado en 1988, Jardin bleu (a partir de una caricatura de Étienne Hajdu ) y muebles de Théodore Waddel, Roberto Palomba y Ludovica Sérafini.

## Protección
Está catalogado como monumento histórico por sus fachadas y tejados de edificios del siglo XIX, por orden del arquitecto Emmanuel Brune del 10 de febrero de 1994. También está clasificado como monumento histórico por el conjunto de la antigua vivienda del siglo XVIII por orden de 10 de febrero de 1994.

## Residentes famosos
- Charlotte Desmares, miembro de la Comédie-Française ( 1724 - 1726 )
- René Mans de Froulay, conde de Tessé, primer escudero de Marie Leszczyńska, reina de Francia
- François-Louis de Neufville, cuarto duque de Villeroy
- Gabriel Louis François de Neufville, quinto duque de Villeroy y su esposa Jeanne-Louise Constance d'Aumont de Villequier (1731 - 1816)
- Pablo Deves